# Чемпіонат Європи з фігурного катання 2018
Чемпіонат Європи з фігурного катання 2018 пройшов у Москві з 15 по 21 січня 2018 року на льду палацу спорту Мегаспорт. Було розіграно комплекти нагород у чоловічому та жіночому одиночному катанні, парному катанні та танцях на льоду.

## Результати

### Медальний залік
| Місце   | Країна  | Золото | Срібло | Бронза | Загалом |
| ------- | ------- | ------ | ------ | ------ | ------- |
| 1       | Росія   | 2      | 4      | 3      | 9       |
| 2       | Франція | 1      | 0      | 0      | 1       |
| 2       | Іспанія | 1      | 0      | 0      | 1       |
| 4       | Італія  | 0      | 0      | 1      | 1       |
| Загалом | Загалом | 4      | 4      | 4      | 12      |

### Медалісти
| Дисципліна                | Золото                               | Срібло                             | Бронза                             |
| ------------------------- | ------------------------------------ | ---------------------------------- | ---------------------------------- |
| Чоловіче одиночне катання | Хав'єр Фернандес                     | Дмитро Алієв                       | Михайло Коляда                     |
| Жіноче одиночне катання   | Аліна Загітова                       | Євгенія Медвєдєва                  | Кароліна Костнер                   |
| Парне катання             | Євгенія Тарасова / Володимир Морозов | Ксенія Столбова / Федір Клімов     | Наталія Забіяко / Олександр Енберт |
| Танці на льоду            | Габріелла Пападакіс / Гійом Сізерон  | Катерина Боброва / Дмитро Соловйов | Олександра Степанова / Іван Букін  |